# Enzo Dell'Aquila
Vincenzo Dell'Aquila, noto anche con lo pseudonimo di Vincent Eagle (Napoli, 1935), è uno sceneggiatore e regista italiano.
Nel 1962 si è diplomato in regia al Centro sperimentale di cinematografia.

## Filmografia

### Regista
- Gli eroi di ieri... oggi... domani (1963), co-regia di Fernando Di Leo, Sergio Tau e Frans Weisz
- Il ragazzo che sapeva amare (1967)
- E venne il tempo di uccidere (1968)

### Sceneggiatore
- Gli eroi di ieri... oggi... domani (1963)
- 7 pistole per i MacGregor, regia di Franco Giraldi (1966)
- 7 donne per i MacGregor, regia di Franco Giraldi (1966)
- Professionisti per un massacro, regia di Nando Cicero (1967)
- Uno sceriffo tutto d'oro, regia di Osvaldo Civirani (1967)
- Rose rosse per il führer, regia di Fernando Di Leo (1968)
- All'ultimo sangue, regia di Paolo Moffa (1968)
- Amarsi male, regia di Fernando Di Leo (1969)
- Sono Sartana, il vostro becchino, regia di Giuliano Carnimeo (1969)
- Colpo in canna, regia di Fernando Di Leo (1975)